# Fjernstyret undervandsfartøj
Fjernstyret undervandsfartøj (ofte forkortet ROV, fra engelsk remotely operated (underwater) vehicle) er en robot, som bliver fjern-manøvreret fra et kontrolrum på f.eks. et skib eller platform.
Fartøjet bliver anvendt til utallige opgaver på havdybder, som detaljeret kortlægning af havbunden, inspektion, vedligeholdelse og reparation af havbundsinstallationer, søg og beregningsoperationer osv. Almindelig operationsdybde er fra 0 til 3000 meter og i helt specielle tilfælde ned til 7000-8000 meter.
Fjernstyrede undervandsfartøjer udfører i dag mange opgaver som før krævede dykkere. Fartøjet med dens styresystem er teknisk avanceret og der kræves høj kompetence indenfor en række fagområder for drift og vedligeholdelse af systemerne.